# جزيرة أوشاكوف
جزيرة أوشاكوف هي جزيرة معزولة تقع في المحيط المتجمد الشمالي،روسيا.